# London Aquatics Centre
London Aquatics Centre är en inomhusarena med två 50 meter långa bassänger avsedda för simning och en 25 meter lång bassäng för simhopp.
Den ligger i Olympiaparken i London och var en av huvudarenorna vid Olympiska sommarspelen 2012 och Paralympiska sommarspelen 2012. Arenan användes där för simning, simhopp, konstsim samt för simningen vid tävlingarna i modern femkamp och för simning vid paralympiska sommarspelen 2012.
Under de olympiska spelen hade arenan en kapacitet på 17 500 åskådare. Efter spelen monterades de två temporära flyglarna på arenan bort och den har nu en kapacitet på 2 500 som vid behov kan utökas med ytterligare 1 000 platser.